# 三井三池争議

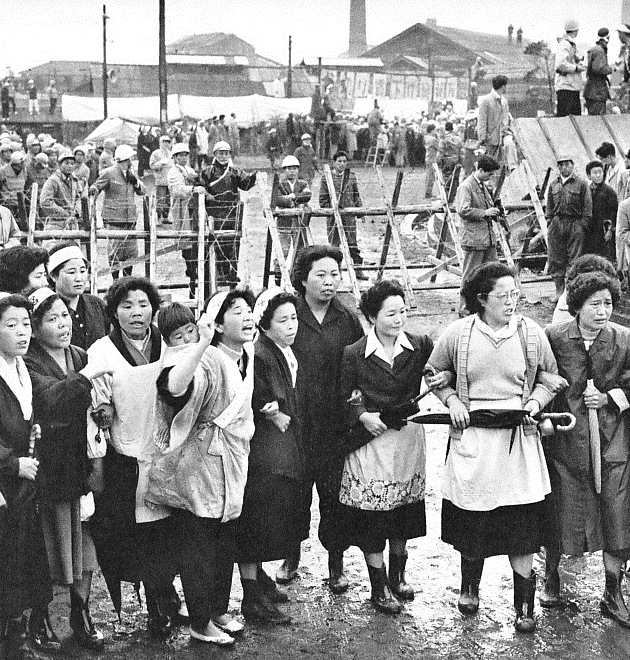
三井三池争議（1960年4月20日に撮影）

三井三池争議（みついみいけそうぎ）は、三井三池炭鉱で発生した労働争議。大規模なものは、1953年（昭和28年）と1959年（昭和34年）から翌1960年（昭和35年）にかけて発生したものの2回があるが、一般的に後者のみを三池争議または三池闘争と呼ぶことが多い。

## 事件推移

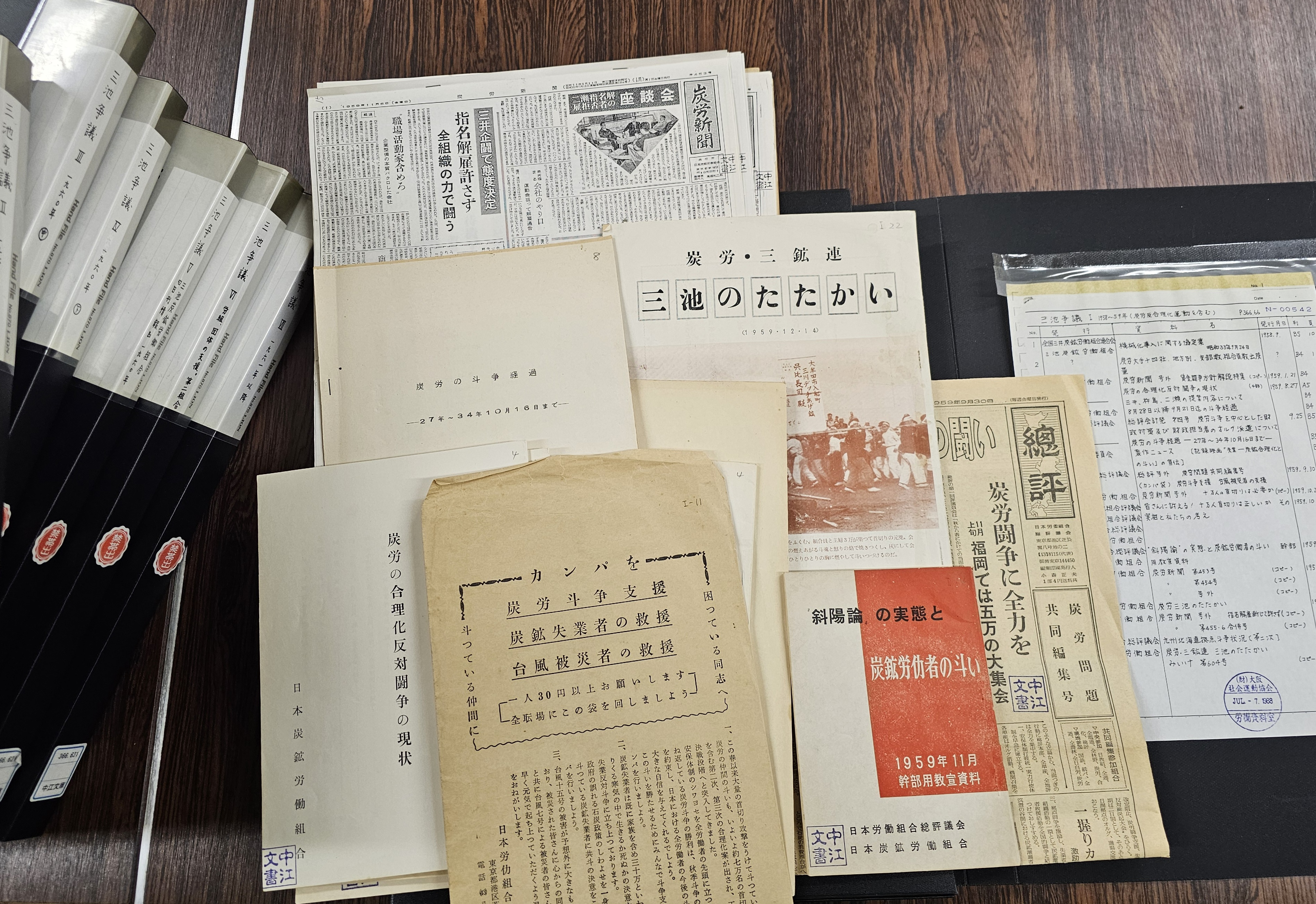
三井三池争議資料群（エル・ライブラリー,大阪産業労働資料館所蔵品

### 前史
三井三池炭鉱は、福岡県大牟田市から熊本県荒尾市にかけて広がっていた三井鉱山系の炭鉱で、第二次世界大戦終戦によるGHQの民主化政策により、1946年（昭和21年）に労働組合が結成された。もともと三池炭鉱労組は労使協調派の力が強く、労働争議などには消極的な組合であった。
しかし、1947年（昭和22年）頃から、大牟田市出身で三池炭鉱ともゆかりの深い九州大学教授の向坂逸郎が頻繁にこの地を訪れるようになり、向坂教室と呼ばれる労働者向けの学校を開いて『資本論』などを講義するようになってから、労組の性格は一変する。向坂は三池炭鉱を来るべき社会主義革命の拠点と考えており、『資本論』の教育を通じて戦闘的な活動家の育成を図っていたからである。

### 1953年ストライキ
1953年（昭和28年）、行き過ぎた労働争議拡大に危機感を抱き、逆に締め付けを図っていたGHQによる占領も終結していたが、次第にエネルギー源は石炭から石油へと変化し、石炭需要が落ち込みを見せ始めていたことから、三井鉱山は経営合理化のために約6700人の人員整理計画を発表希望退職を募った。しかし、希望退職者が会社があらかじめ系列の鉱山に割り当てた数に達しなかったため、3464人に退職を勧告し、それに従わない2700人を指名解雇した。このような会社の措置に炭鉱労働者と事務職員がともに反発し共闘。指名解雇に反対し、ストライキに突入した。ストライキは113日間に及び、ついに会社側は指名解雇を撤回、労働者側は勝利を宣言した。この闘いは当時、「英雄なき113日間の闘い」ともてはやされ、三池労組は一躍その名を高めた。
しかし、実際にはストライキ中の貧窮に耐えかね、約6割の被通告者がスト中からスト後にかけて退職していた。また、一部事業所や不採算坑道の休廃止なども概ね三井鉱山側の意図通りに実施された。全国三井炭鉱労働組合連合会（三鉱連）は『三鉱連企闘白書――英雄なき百十三日の闘い（全国三井炭鉱労働組合編）』にて、このことを指摘しているが、勝利に酔った三池労組はこの総括として組織力と統制の強化で対処することとしつつも、これは却って柔軟な対応力を失わせていくことになった。

### 炭鉱労働者の自治区
以後、三池労組では労使協調派は力を失い、灰原茂雄を中心とする向坂門下の活動家たちが影響力を振るうこととなった。1955年（昭和30年）には、三池労組は三井鉱山に対して、労働者が退職した際には必ずその子女を採用（縁故採用）することを認めさせた。また、労働者自身で各労働者の収入を平均化させるために、割の良い仕事と割の悪い仕事を労働者が交互に輪番制で請け負う制度をつくるなどして、三池炭鉱はさながら労働者の自治区のような様相を呈することとなった。一方で、1953年のストライキの成功によって一部の炭鉱労働者が増長し、事務職員に因縁をつけて吊るし上げたりするようになったため、事務職員は次第に炭鉱労働者との連帯意識を失っていった。

### 1959 - 60年ストライキ

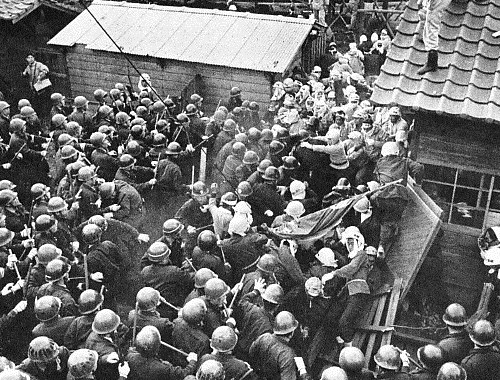
警官隊と衝突する組合員（1960年5月12日に撮影）

1953年のストライキ以降、経営合理化が進まない三井鉱山の経営はますます悪化していった。このため、三井鉱山は三池炭鉱からの活動家の一掃を決意し、1959年（昭和34年）1月19日、6000人の希望退職を含む会社再建案を提示した。同年8月29日には4580人の人員削減案を発表。続いて12月2日・3日には1492人に退職を勧告し、これに応じない1278人に対し12月11日に指名解雇を通告した。
労組側はこの措置に反発し、無期限ストに突入した。一方、会社側も経営再建の決意は固く、三池鉱山のロックアウトと組合員の坑内立ち入り禁止でこれに対抗した。財界が三井鉱山を全面的に支援した一方、日本労働組合総評議会（総評）は三池労組を全面的に支援したため、三井三池労組は「総資本対総労働の対決」などと呼ばれた。
だが、実際には三池労組は孤立していた。総評の下部組織であり全国の炭鉱労組が加盟する日本炭鉱労働組合（炭労）は、表向き総評と足並みを揃えて三池労組支持を表明したが、三井系以外の炭鉱労組の支援ストは皆無に等しく、生活費支援のためのカンパすら出し渋る有様だった。また、事務員が形成する三井鉱山社員労組連合会（三社連）は、当初より会社との妥結を優先して柔軟に立ち回り、炭鉱労組の闘争には加わらなかった。これは、三社連組合員は会社と現場作業員の連絡役であったが、会社が炭鉱労組の意思を汲まないとなると、炭鉱労組員が三社連組合員を吊し上げたためである。また、事務採用された者はのち管理職として会社側の人間になることがある為、普段自分たちを攻撃してくる炭鉱労組員をかばってまで足並み揃えて闘争に加わる意思はなかった。
これは、ここに至るまで、日本三大財閥系の石炭鉱業会社のうち、三井鉱山のみが三池の53年ストの結果、思うように合理化が進まず、組合が度を超えて力を持ち攻撃的になったことが遠因だった。住友石炭鉱業（現・住石マテリアルズ）や、三菱石炭鉱業などでは、解雇人員を別のグループ企業に斡旋するなどして、比較的平和裏に合理化を進めたのだが、三井の場合、三池労組の過激化が著しいため、三井グループの別の企業から人員引受を拒否されていたのである。
このような有様であったから、同業他社労組はもとより、三井鉱山の他の炭鉱労組にも三池労組と足並みをそろえようとする意思はなかった。
ストライキは長期化し、総評からのカンパ以外の収入を絶たれた組合員の生活は、次第に苦しくなっていった。生活苦に耐えかねた一部の組合員は1960年（昭和35年）3月17日、第二組合（三池炭鉱新労働組合:三池新労）を結成してストライキを離脱する。これを受けて、翌3月18日に三社連は炭労を脱退し、正式にストから離脱した。
3月29日にはピケを張っていた三池労組の組合員・久保清が暴力団員に刺殺される。
三池労組の組合員の約半分が三池新労に加わって、ストから離脱した。すると、第一労組の構成員は第二労組構成員に対しても攻撃的になり、婦人会までもが第二労組構成員宅に嫌がらせを行い、ときに暴力事件に発展した。命にかかわるということで、妻子を疎開させた第二労組構成員も少なくなかった。
会社と三池新労は操業再開を決意し、三川坑への入山を決めた。3月28日、入山に向かう新労組合員に対し、これを阻止するため第一労組の構成員が実力行使に至り、双方に負傷者が出た。この為、これ以降、新労組合員や会社関係者の入山にあたっては、警察が1000人単位で護衛するようになった。また、第一労組が陸上を封鎖していたため、会社は海上から人員や機材の搬入を試みたが、第一労組は漁船などを手配してこれの妨害を開始した。これに対し、新労もチャーター船を繰り出して会社船の“護衛”を開始した。海上での闘いは放水、がれき類の投げ合い、体当たりとエスカレートしていった。これら一連の攻防は有明海戦と呼ばれた。
4月6日、中労委から出された斡旋案（藤林斡旋案）に対し、三鉱連内部でその取扱が分かれた。4月9日に始まった炭労臨時大会では、強行に闘争完遂を訴える三池労組に対し、他の5労組（美唄、芦別、田川、砂川、山野）は、早期妥結を求めたため、対立した。意思決定は4月15日にまで遅れ、しかもその結果は、斡旋案拒否で議決されたものの、三池を除く5山労組の独自の早期妥結権は認めるという、中途半端なものだった。
その後も三池労組は5山労組との対立を深め、4月18日、三池労組は三鉱連を脱退した。これにより、三池新労が三鉱連に正式加入した。
こうして孤立を深める三池労組だったが、一方で左翼過激派、日本共産党や日本社会党の下部団体、学生運動団体、などからの支援人員（オルグ）の到着、表向き闘争支持を訴える総評などを見て、自分たちが孤立を深めているどころか、全国から国民的に支持が集まっていると誤解して自信を深めることになり、ますます過激化していった。
7月7日、石炭を出荷まで貯めておく貯炭場であるホッパーへの組合員立ち入り禁止の仮処分を福岡地裁が下すと、福岡県警はホッパーを占拠している三池労組組合員を排除するため警官隊を差し向けた。間もなく三池労組組合員と警察との間で衝突が起こった。双方に負傷者が出、三池労組組合員からは逮捕者も出た。すると、婦人会や、オルグなどから別働隊が組織され、逮捕者が連行された警察署を包囲した。ついには警察署でも衝突が発生した。もはや三池争議は労働争議から、内乱の様相を呈し始めていた。
これ以上の事態の悪化を危惧した炭労と三井鉱山は中央労働委員会に事態の解決を一任した。
7月15日、岸内閣が総辞職した。新日米安保条約締結に伴い、それまでの国内の騒乱に対して線引するためだった。
向坂を始めとする社会党極左派の啓蒙によって政治色を強めていた三池労組は、三池争議中も“安保粉砕”など日米安保体制に反対する態度も採っていた。このこともあって、岸の退陣は三池労組に有利となり、新労組や会社にとって不利になるのではないかという憶測が飛び交った。新労組はすでに斡旋案受諾を決めていた栗木社長を激しく批難した。
しかし、7月19日に池田内閣が発足したが、韓国との関係改善という外交方針もあり、池田は左翼活動家の温床となっていた三池労組を排除することを決めていた。
8月10日、中央労働委員会は斡旋案を発表したが、その内容は会社は指名解雇を取り消す代わりに、整理期間の終了を待って、指名解雇された労働者は自然に退職したものとみなすという組合側に圧倒的に不利なものであった。しかし、もはや戦う限界に達していた炭労も総評も斡旋案受諾を決め、向坂も斡旋案を受諾するよう三池労組幹部を説得し、11月11日に三池労組は無期限ストライキを解除して、三井三池争議は組合側の敗北に終わった。

### 事件の影響
向坂はその後も三井三池争議を神聖化したが、民間企業では労使協調路線が浸透して、労使対決型の組合員は各地の労組で少数派となっていった。三池労組を支援・指導した日本社会党や社会主義協会内でも、高橋正雄など従来の対決型の政治に対する反省が生まれ、構造改革論が台頭するきっかけとなった。
三池炭鉱三川坑では1963年11月9日に炭塵爆発が発生した（三井三池三川炭鉱炭じん爆発）。トロッコの脱線で舞い上がった炭塵に火花が飛んで爆発した事故で、458人の死者と一酸化炭素中毒患者839人を出す戦後最悪のものとなった。三池争議の最中で組合と鉱山で齟齬があったため救助の初動が遅れたため、被害が拡大したとされる。

## 三井三池争議を描いた作品等

### 記録映像
- 小倉一郎 - 『ルポルタージュ 三池』（NHK制作のドキュメンタリー番組「日本の素顔シリーズ」、1960年5月放送）[3]

### 小説作品
- 西村健 -『地の底のヤマ』(講談社、2011年12月刊)